# Nakamura Fusetsu
Nakamura Fusetsu (中村 不折) est un peintre japonais des XIXe et XXe siècles, né en 1866, mort en 1943. Ses origines ne sont pas connues.

## Biographie
Nakamura Fusetsu étudie la peinture à Paris avec Paul Laurens.
De son séjour à Paris, il retient l'académisme alors en vigueur dans les Salons et influence par ces nouvelles données artistiques les jeunes artistes japonais. Collectionneur de calligraphies, il crée un musée.
Il est l'un des représentants du groupe yō-ga, qui adopte, contre la peinture classique, la peinture à l'huile et les modes de représentation de l'Occident.
Parallèlement, il pratique la calligraphie.